# Psolidium translucidum
Psolidium translucidum is een zeekomkommer uit de familie Psolidae.
De wetenschappelijke naam van de soort werd in 1905 gepubliceerd door René Koehler & Clément Vaney.